# دنماركيون
الدنماركيون (بالدنماركية: Danskere)‏ هم مجموعة عرقية جرمانيَّة شماليَّة مقيمة في الدنمارك، وأمة حديثة تم تحديدها مع مملكة الدنمارك. وقد يكون هذا الإتصال من خلال الأسلاف أو القانون أو التاريخ أو الثقافة.
يعتبر الدنماركيون أنفسهم كجنسية ويحتفظون بكلمة «عرقي» لوصف المهاجرين الجدد، والتي يُشار إليهم أحياناً باسم «الدانماركيين الجدد». تستند الهوية العرقية الدنماركية المعاصرة على فكرة «الدانماركية»، والتي تقوم على مبادئ تشكلت من خلال الروابط الثقافية التاريخية ولا تستند إلى التراث العرقي. ويتحدث الدنماركيين باللغة الدنماركية، ويعتنق أغلبهم المسيحية على مذهب البروتستانتية اللوثرية. وتصل أعداد الدنماركيين والأشخاص من أصول سويديَّة بشكل كامل أو جزئي خارج وطنهم، حوالي مليون نسمة. وتضم الولايات المتحدة على أكبر شتات دنماركي في العالم.
تعود الهوية الثقافية الدنماركية الحديثة إلى ولادة الدولة القومية الدنماركية خلال القرن التاسع عشر. في هذا الصدد، بنيت الهوية الوطنية الدنماركية على أساس ثقافة الفلاحين واللاهوت اللوثري، مع نيكولاس فريدريك سيفيرين غروندتفج وحركته الشعبية والتي لعبت دوراً بارزاً في هذه العملية. اثنين من المعايير الثقافية التي تحدد من هو الدنماركي هي التحدث باللغة الدنماركية وتحديد الدنمارك كوطن.